# Hamidiye (1894)

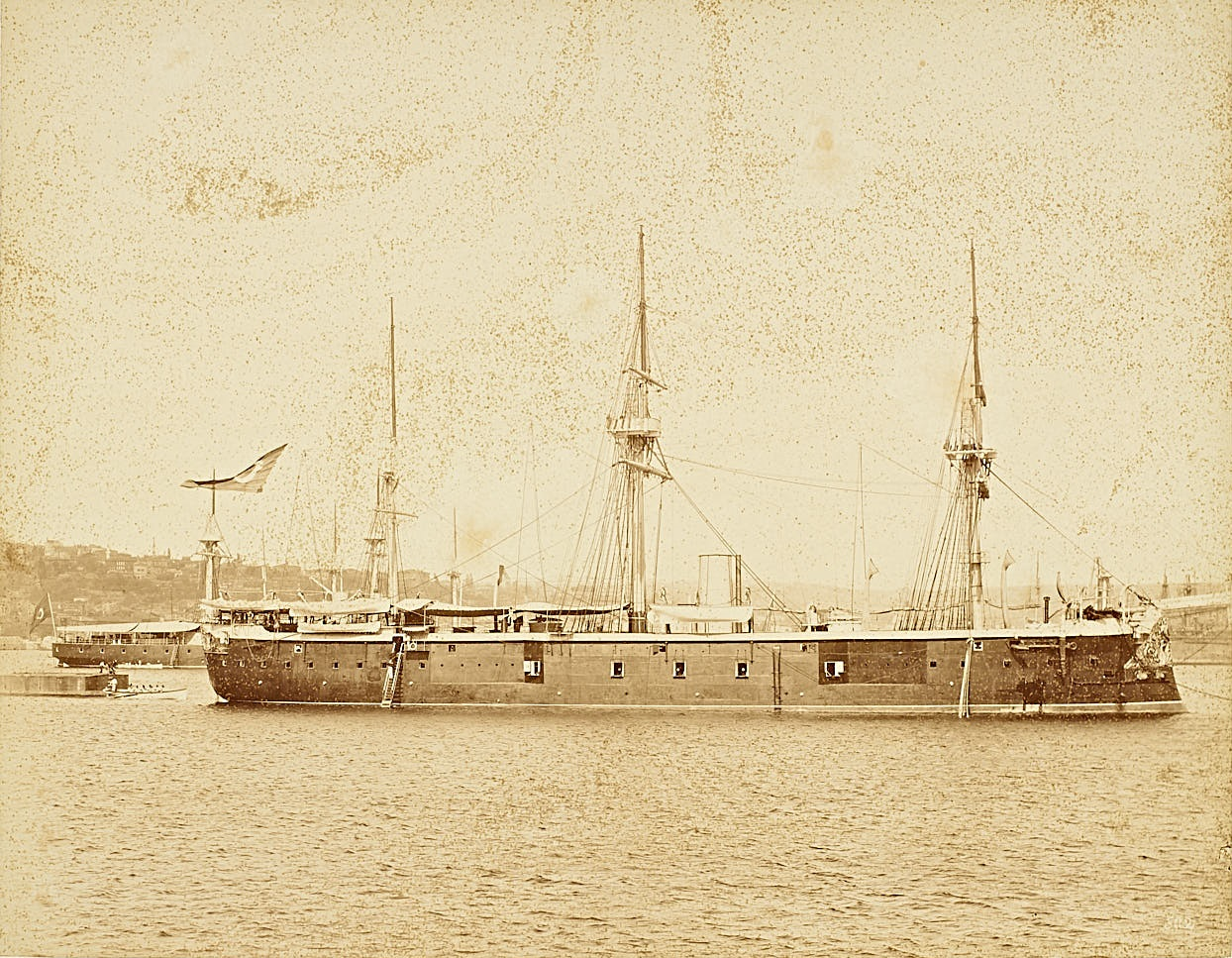
«Hamidiye» у протоці Золотий Ріг, 1890-ті

«Гамідіє» — броненосець, єдиний свого типу, побудований для Османського флоту в 1870-1880-х роках, останній броненосець побудований для Османської імперії. Він мав центральну батарею, і більша частина артилерії розміщувалася у центральному казематі. Корабель будувався на Османському Імперському Арсеналі майже двадцять років: закладений у грудні 1874 р., спущений на воду в 1885 р. і завершений в 1894 р. Через тривалий період будівництва броненосець вже застарів на момент включення до складу флоту. Його погана керованість і низька якість броні призвела до незначного строку служби, яку «Гамідіє» провів майже повністю як стаціонарний навчальний корабель. Його ненадовго включили до складу флоту у 1897 році під час греко-турецької війни, але вже на той час корабель був у поганому стані лише через три роки після вступу на службу, як і решта застарілого османського флоту. Після війни османська влада розпочала масштабну програму реконструкції флоту, але на 1903 рік «Гамідіє» був у занадто поганому стані, аби доцільно було вкладати у корабель кошти. Його вивели з експлуатації у тому ж році, виставлений на продаж в 1909 році і проданий для утилізації в 1913 році.